# Desktop Window Manager
Pour les articles homonymes, voir DWM (homonymie).
Desktop Window Manager (DWM) est le gestionnaire de fenêtres, développé par Microsoft et utilisé à partir de Windows Vista, qui est notamment derrière l'interface graphique Aero. DWM requiert des cartes graphiques supportant au minimum DirectX 9.0 et le shader.
Windows Server 2008 est fourni avec ce gestionnaire mais nécessite l'activation de la fonction Expérience Utilisateur et l'installation d'un pilote graphique compatible.

## Configuration minimum requise
Pour que le gestionnaire DWM soit exécuté (depuis Windows Vista), il est nécessaire d'avoir une carte graphique :
- 64 Mo de mémoire graphique ;
- Supportant des pilotes WDDM ;
- Compatible DirectX 9 ;
- Hardware Pixel Shader 2.0 ;
- Supportant des couleurs 32 bits ;